# Höchte (Großefehn)
Höchte (früher Rookstall, amtlich Rooksfall) ist ein Ortsteil in der Ortschaft Strackholt der ostfriesischen Gemeinde Großefehn.

## Lage
Höchte liegt nordöstlich des Strackholter Dorfkerns und vom Ortsteil Norderney, südöstlich von Spetzerfehn sowie südwestlich vom Auricher Wiesmoor II. Am Ortsrand von Höchte fließt der Meerkampenschloot in Nordost-Südwest-Richtung.

## Geschichte
Der Name des 1871 gegründeten Ortsteils Rookstall kommt aus der niederdeutschen Sprache und heißt übersetzt Rauchstall (von Niederdeutsch Rook (Rauch)).
In früheren Karten wurde meist der Name Rookstall für diesen Ortsteil angegeben. Heute wird der Ortsteil hingegen mit Höchte angegeben.